# Kooperative Spieltheorie
Die kooperative Spieltheorie ist ein Teilgebiet der mathematischen Spieltheorie, deren Fokus auf den Auszahlungen liegt, die durch die Kooperation begründet sind. Hier sind einige Bemerkungen zu den Unterschieden der kooperativen und der nichtkooperativen Spieltheorie zu finden. In der kooperativen Spieltheorie werden durchsetzbare Vereinbarungen getroffen und eine Zentralinstanz ist in der Lage, das Verteilungsproblem zu lösen. Die Spieler sind risikoneutral und eigennutzenmaximierend. Die Auszahlungen der Spieler beruhen insbesondere auf zwei Pfeilern. Zum einen hängen die Auszahlungen von der Koalitionsfunktion ab, diese beschreibt das kooperative Ergebnis der Spieler, die sich zu der jeweiligen Koalition zusammengeschlossen haben. Zum anderen ist das angewandte Lösungskonzept entscheidend, um das kooperative Ergebnis der Koalition fair zu verteilen. Die verschiedenen Lösungskonzepte definieren Fairness dabei durch die Erfüllung verschiedener Eigenschaften. Als wichtige Vertreter der kooperativen Spieltheorie erhielten 2005 Robert Aumann und 2012 Lloyd S. Shapley den Wirtschaftsnobelpreis.

## Spieler und Koalitionen
Die Spieler in der kooperativen Spieltheorie werden häufig in einer (endlichen) Menge {\displaystyle {N}} (Spielermenge) zusammengefasst und die Spieler selbst von {\displaystyle {1}} bis {\displaystyle {n}} durchnummeriert. Teilmengen der Spielermenge {\displaystyle {S}\subseteq {N}} nennt man auch Koalitionen, wobei {\displaystyle {N}} als die große Koalition bezeichnet wird. Die Menge aller Koalitionen ist {\displaystyle {\displaystyle 2^{N}}}, die Potenzmenge von {\displaystyle {N}}.

## Spiele und Koalitionsfunktionen
Spiele werden meist durch eine Spielermenge sowie eine Koalitionsfunktion definiert. Koalitionsfunktionen (häufig auch charakteristische Funktionen genannt) dienen dazu, die ökonomischen, politischen oder sozialen Möglichkeiten zu beschreiben, die allen Koalitionen offenstehen. Man unterscheidet Koalitionsfunktionen mit und Koalitionsfunktionen ohne transferierbaren Nutzen; dementsprechend unterscheidet man auch zwischen Spielen mit und ohne Seitenzahlungen.

### Spiele und Koalitionsfunktionen mit transferierbarem Nutzen
Bei transferierbarem Nutzen wird jeder Koalition {\displaystyle {S}\subseteq {N}} durch die Koalitionsfunktion eine reelle Zahl (Nutzenwert) {\displaystyle {v(S)}} zugeordnet, die man den (Koalitions-)Wert (englisch: worth) nennt:
{\displaystyle {\displaystyle v\colon \,2^{N}\to \mathbb {R} }} und  {\displaystyle {\displaystyle v(\emptyset )=0}}.
Im einfachsten Fall handelt es sich beim transferierbaren Nutzen um eine Geldzahlung. Wichtig ist dabei, dass eine Geldeinheit für jeden Spieler den gleichen Nutzen stiftet (Numéraire-Gut).
Das Tupel {\displaystyle \Gamma ({N},v)}, bestehend aus der endlichen Spielermenge {\displaystyle {N=\{1,2,...,n\}}} und der Koalitionsfunktion {\displaystyle {v}}, wird (kooperatives {\displaystyle {n}}-Personen-)Spiel genannt.
Neben den beschriebenen kooperativen Spielen existieren weitere Situationen, in denen mittels einer Koalitionsfunktion Analysen bzgl. der Fairness einer Verteilung getroffen werden können, bzw. allgemeiner, in denen die Anwendung von Instrumenten der kooperativen Spieltheorie relevant ist. Hervorzuheben ist dabei insbesondere das sogenannte Kosten(aufteilungs)spiel. Es werden statt gemeinsam erwirtschafteter Ergebnisse, entsprechend des kooperativen Spieles, gemeinsam verursachte Kosten untersucht.

#### Beispiel 1
Im sogenannten Handschuhspiel gibt es Spieler mit linken Handschuhen und solche mit rechten Handschuhen. Die jeweiligen Mengen {\displaystyle {L}} und {\displaystyle {R}} sind disjunkt ({\displaystyle {L\cap R=\emptyset }}) und ihre Vereinigung ergibt {\displaystyle {N}} ({\displaystyle {L\cup R=N}}). Man nimmt an, dass nur Handschuhpaare einen Wert (von einer Geldeinheit) haben. Der Wert einer Koalition {\displaystyle {v(S)}} (der Funktionswert der Koalitionsfunktion bei {\displaystyle {S}}) ist gleich der Anzahl der Handschuhpaare, die die Spieler aus {\displaystyle {S}} bilden können, und damit der Anzahl der Geldeinheiten, die sie damit erwirtschaften können:
{\displaystyle {\begin{array}{rcccl}\displaystyle v_{L,R}:&2^{N}&&\to &\mathbb {R} \\&S&&\mapsto &v_{L,R}(S)=\min(|S\cap L|,|S\cap R|)\\\end{array}}}
Das konkrete Handschuhspiel mit {\displaystyle {L=\{1,2\}}} und {\displaystyle {R=\{3\}}} hat die Koalitionfunktion:
| {\displaystyle {\displaystyle S}}    | {\displaystyle {\displaystyle \emptyset }} | {\displaystyle {\displaystyle \{1\}}} | {\displaystyle {\displaystyle \{2\}}} | {\displaystyle {\displaystyle \{3\}}} | {\displaystyle {\displaystyle \{1,2\}}} | {\displaystyle {\displaystyle \{1,3\}}} | {\displaystyle {\displaystyle \{2,3\}}} | {\displaystyle {\displaystyle \{1,2,3\}}} |
| {\displaystyle {\displaystyle v(S)}} | {\displaystyle {\displaystyle 0}}          | {\displaystyle {\displaystyle 0}}     | {\displaystyle {\displaystyle 0}}     | {\displaystyle {\displaystyle 0}}     | {\displaystyle {\displaystyle 0}}       | {\displaystyle {\displaystyle 1}}       | {\displaystyle {\displaystyle 1}}       | {\displaystyle {\displaystyle 1}}         |

#### Beispiel 2
| {\displaystyle {\displaystyle S}}    | {\displaystyle {\displaystyle \emptyset }} | {\displaystyle {\displaystyle \{A\}}} | {\displaystyle {\displaystyle \{B\}}} | {\displaystyle {\displaystyle \{C\}}} | {\displaystyle {\displaystyle \{A,B\}}} | {\displaystyle {\displaystyle \{A,C\}}} | {\displaystyle {\displaystyle \{B,C\}}} | {\displaystyle {\displaystyle \{A,B,C\}}} |
| {\displaystyle {\displaystyle v(S)}} | {\displaystyle {\displaystyle 0}}          | {\displaystyle {\displaystyle 200}}   | {\displaystyle {\displaystyle 200}}   | {\displaystyle {\displaystyle 200}}   | {\displaystyle {\displaystyle 700}}     | {\displaystyle {\displaystyle 500}}     | {\displaystyle {\displaystyle 500}}     | {\displaystyle {\displaystyle 1200}}      |

Die Spieler {\displaystyle {\displaystyle A}}, {\displaystyle {\displaystyle B}} sowie {\displaystyle {\displaystyle C}} können ein Investitionsprojekt allein, zu zweit oder zu dritt umsetzen. Die entscheidende Frage ist, wie lässt sich der Wert der großen Koalition fair aufteilen. Antworten liefern die Lösungskonzepte der kooperativen Spieltheorie.

#### Eigenschaften des kooperativen Spiels
Wünschenswerte Eigenschaften der Kooperation charakterisieren die Ziele der Spieler. Diese sind insbesondere
- die Nicht-Negativität {\displaystyle {v(S)\geq 0}} (für alle {\displaystyle {S}\subseteq {N}})[15] {\displaystyle (*)},
- die Monotonie {\displaystyle {v(S)\leq v(R)}} (für alle {\displaystyle {S}\subseteq {R}\subseteq {N}})[16],
- die Superaddivität {\displaystyle {v(R\cup S)\geq v(R)+v(S)}} (für alle {\displaystyle {S},{R}\subseteq {N}} mit {\displaystyle {R\cap S=\emptyset }})[17] sowie
- die Konvexität {\displaystyle {v(R\cup S)+v(R\cap S)\geq v(R)+v(S)}} (für alle {\displaystyle {S},{R}\subseteq {N}})[18] der Spiele bzw. der Koalitionsfunktionen.

Hierbei gilt die Beziehung:
{\displaystyle {\text{Konvexität}}\quad \Rightarrow \quad {\text{Superaddivität}}\quad {\stackrel {\text{(*)}}{\Rightarrow }}\quad {\text{Monotonie}}}
Eine Kooperation soll keinen Schaden verursachen (Nicht-Negativität). Die Monotonie besagt, dass eine größer werdende Koalition hinsichtlich der Auszahlungen nicht schädlich ist. Die Synergie aus kooperativem Verhalten wird durch die Superaddivität beschrieben. Das Koalitionsergebnis des Schnittes zweier Koalitionen ist mindestens so groß, wie die Summe der Auszahlungen der zwei disjunkten Koalitionen. Die Konvexität besagt, dass zahlenmäßig größere Koalitionen höhere Auszahlungen erzielen.
Zudem ist die Klasse der wesentlichen Spiele {\textstyle v(N)>\sum _{i\in N}v(\{i\})} zu nennen. Diese Definition ist dahingehend von Interesse, da es in nicht-wesentlichen Spiele keinen Grund für die Koalitionsbildung gibt. Denn in jeder Koalition erhält jeder Spieler nur den Wert, den er als Alleinspieler schon sicher hat.

### Spiele und Koalitionsfunktionen ohne transferierbaren Nutzen
Bei nichttransferierbarem Nutzen wird jeder Koalition durch die Koalitionsfunktion eine Menge von Auszahlungsvektoren zugeordnet. Ein Beispiel ist die Tauschökonomie. Spieler können durch den Tausch von Güterbündeln unterschiedliche Nutzenvektoren realisieren. Nichttransferierbarer Nutzen liegt z. B. auch vor, wenn eine Koalition durch ihre Kooperation einen Zuwachs oder Verlust an immateriellen Gütern wie Ruhm, Ehre, Gesundheit, Freiheit usw. erlangt.

## Kooperative Spieltheorie als axiomatische Theorie von Koalitionsfunktionen
Die kooperative Spieltheorie ist die axiomatische Theorie von Koalitionsfunktionen. Die Koalitionsfunktionen sollen die ökonomischen, politischen oder sozialen Möglichkeiten beschreiben, die den Koalitionen offenstehen. Es gibt eine Vielzahl von Lösungskonzepten. Dabei kann die Zuordnung durch eine Formel (einen Algorithmus) oder durch die Angabe von allgemeinen Aufteilungsprinzipien (Axiomen) erfolgen.
Die Frage der Verteilung des Wertes der großen Koalition {\displaystyle {v(N)}} auf alle Spieler wird durch das Lösungskonzept beantwortet. Das Lösungskonzept fungiert dabei als fairer Richterspruch. Vereinfachend wird hierbei angenommen, dass sich die große Koalition {\displaystyle {N}} bildet.
Unter einem Lösungskonzept ist eine Funktion {\displaystyle {\displaystyle f}} zu verstehen, welche einem kooperativen Spiel (mit transferierbarem Nutzen) {\displaystyle \Gamma ({N},v)} eine Teilmenge {\displaystyle {\displaystyle f(v)\subseteq \mathbb {R} ^{N}}} zuweist. Somit beschreibt die Lösung, sofern existent, mindestens einen {\displaystyle {N}}-dimensionalen (Auszahlungs-)Vektor. Die mit dem Konzept verbundene Lösung ist eindeutig, sofern für jedes Spiel  {\displaystyle \Gamma ({N},v)} gilt: {\displaystyle {\displaystyle |f(v)|=1}}. Ein solches Lösungskonzept {\displaystyle {\displaystyle f}} wird als einzelwertig bezeichnet.
Einige wichtige Eigenschaften bzw. Axiome der Lösungskonzepte kooperativer Spiele sind unter anderem:
- die individuelle Rationalität,
- die (Pareto-)Effizienz (auch kollektive Rationalität genannt),
- die Dummy-Spieler-Eigenschaft,
- die Anonymität,
- die Additivität sowie
- die strenge Monotonie.

### Individuelle Rationalität
Ein Lösungskonzept {\displaystyle {\displaystyle f}} eines Spieles {\displaystyle \Gamma ({N},v)} ist individuell rational, sofern für alle Spieler {\displaystyle {i\in N}}: {\displaystyle {f_{i}(v)\geq v(\{i\})}} gilt. Jeder Spieler erhält mindestens den Wert, den er als Alleinspieler schon sicher hat.

### Effizienz
Ein Lösungskonzept {\displaystyle {\displaystyle f}} eines Spieles {\displaystyle \Gamma ({N},v)} ist effizient, wenn gilt: {\textstyle \sum _{i\in N}f_{i}(v)=v(N)}. Somit wird das gesamte Ergebnis verteilt.

### Imputation
Ein Lösungskonzept {\displaystyle {\displaystyle f}} eines Spieles {\displaystyle \Gamma ({N},v)}, das individuell rational und effizient ist, besteht aus einer Imputation bzw. einer Menge von Imputationen. Allgemein wird ein (Auszahlungs-)Vektor {\displaystyle {\displaystyle x=(x_{1},x_{2},...,x_{n})}} eines Spieles {\displaystyle \Gamma ({N},v)} als Imputation bezeichnet, wenn für jeden Spieler {\displaystyle {i\in N}}: {\displaystyle {x_{i}\geq v(\{i\})}} gilt und {\textstyle \sum _{i\in N}x_{i}=v(N)} erfüllt ist. Die Menge aller Imputationen eines Spieles {\displaystyle \Gamma ({N},v)} ist gegeben durch:
{\displaystyle {\displaystyle I(v)=\left\{x\in \mathbb {R} ^{N}|\sum _{i\in N}x_{i}=v(N)\ \ und\ \ f{\ddot {u}}r\ \ alle\ \ i\in N\ \ x_{i}\geq v(\{i\})\right\}}}.
Somit sind zum einen die Auszahlungen für jeden Spieler identifiziert, die diesen im Vergleich zu seinem nicht-kooperativen Ergebnis nicht schlechterstellen. Und zum anderen wird das gesamte kooperative Ergebnis unter allen Spielern aufgeteilt. Damit die Spieler überhaupt einen Anreiz haben der Verteilung des kooperativen Ergebnisses zuzustimmen, ist es sinnvoll, dass das Lösungskonzept eine Imputation bzw. eine Menge von Imputationen liefert.

### Dummy-Spieler-Eigenschaft
Ein Lösungskonzept {\displaystyle {\displaystyle f}} eines Spieles {\displaystyle \Gamma ({N},v)} erfüllt die Dummy-Spieler-Eigenschaft, sofern jeder Dummy-Spieler {\displaystyle {i\in N}} der Bedingung {\displaystyle {f_{i}(v)=v(\{i\})}} genügt. Dabei bezeichnet ein Dummy-Spieler einen Spieler {\displaystyle {i\in N}}, der für jede Koalition {\displaystyle {S}\subseteq {N}} mit {\displaystyle {i\notin S}} {\displaystyle {v(S\cup \{i\})=v(S)+v(\{i\})}} erfüllt. Ein Dummy-Spieler trägt zum kooperativen Ergebnis nur seinen Wert als Alleinspieler bei. Die Dummy-Spieler-Eigenschaft fordert somit, dass ein Dummy-Spieler lediglich den Wert seiner Ein-Spieler-Koalition erhält. Die Kooperation mit einem Dummy-Spieler bringt somit keiner Koalition einen Vorteil.

### Anonymität
Ein Lösungskonzept {\displaystyle {\displaystyle f}} eines Spieles {\displaystyle \Gamma ({N},v)} ist anonym, wenn für zwei (anonyme) Spieler {\displaystyle {i,j\in N}} und {\displaystyle {i,j\notin S}} mit {\displaystyle {v(S\cup \{i\})=v(S\cup \{j\})}} gilt: {\displaystyle {f_{i}(v)=f_{j}(v)}}. Die Anonymität besagt, dass zwei (anonyme) Spieler, die den identischen Beitrag zu einer jeden Koalition leisten, gleich behandelt werden. Andere Faktoren sind bei den Auszahlungen an die Spieler nicht ausschlaggebend. Daher bezeichnet man die Eigenschaft der Anonymität auch als Equal-Treatment-Property oder Symmetrie.

### Additivität
Ein Lösungskonzept {\displaystyle {\displaystyle f}} eines zusammengesetzten Spieles {\displaystyle \Gamma ({N},v+w)} und der (unabhängigen) Ergänzungsspiele {\displaystyle \Gamma ({N},v)}, {\displaystyle \Gamma ({N},w)} ist additiv, sofern für jeden Spieler {\displaystyle {i\in N}} die Bedingung: {\displaystyle {f_{i}(v+w)=f_{i}(v)+f_{i}(w)}} erfüllt ist. Die Additivität fordert, dass es keinen Unterschied macht, ob ein Spieler an beiden Spielen oder an einem aus diesen beiden Spielen additiv verknüpften Spiel teilnimmt. Entsprechend erhält ein Spieler bei der Teilnahme an beiden Ergänzungsspielen in Summe dengleichen Anteil, wie bei der Teilnahme am zusammengesetzten Spiel.

### Marginaler Beitrag
Der marginale Beitrag {\displaystyle {m_{i}}} eines Spielers {\displaystyle {i\in N}} zum Koalitionswert {\displaystyle {v(S)}} ist definiert durch:
{\displaystyle m_{i}v(S)\,={\begin{cases}v(S)-v(S\setminus \{i\})&{\text{wenn }}i\in S,\\v(S\cup \{i\})-v(S)&{\text{wenn }}i\notin S.\end{cases}}}
Der marginale Beitrag misst die Differenz zwischen dem Wert, den eine Koalition mit dem Spieler erreicht, und dem Wert, den eine Koalition ohne den Spieler erreicht. Bedeutend ist die Definition des marginalen Beitrags bei der Eigenschaft der strengen Monotonie sowie beim Shapley-Wert.

### Strenge Monotonie
Ein einzelwertiges Lösungskonzept {\displaystyle {\displaystyle f}} ist streng monoton, falls für alle  {\displaystyle v} und {\displaystyle w} mit {\displaystyle m_{i}v(S)>m_{i}w(S)} für alle Koalitionen {\displaystyle {S}\subseteq {N}} gilt: {\displaystyle {f_{i}(v)\geq f_{i}(w)}}. Die strenge Monotonie fordert einen höheren Anteil am kooperativen Ergebnis aufgrund höherer marginaler Beiträge. Ein Spieler mit steigenden Marginalbeiträgen soll demzufolge keine sinkenden Anteile erhalten.
Die Additivität zusammen mit der Dummy-Spieler-Eigenschaft impliziert die strenge Monotonie.

### Lösungskonzepte kooperativer Spiele
Für kooperative Spiele hat man eine Reihe von Lösungskonzepten entwickelt, unter anderem die Nash-Verhandlungslösung, die Kalai-Smorodinski-Lösung, den Shapley-Wert, den Kern, die Gauthier-Lösung, die Kalai-Rosenthal-Lösung, den Nucleolus, den Tijs-Wert, die Dutta-Ray-Lösung oder die Mean-Voter-Lösung.
Das Zeuthen-Harsanyi-Modell kann als nicht-kooperative Implementierung der kooperativen Nash-Lösung angesehen werden.

## Kritik
Die der kooperativen Spieltheorie z. T. entgegengebrachte negative Einstellung lässt sich wie folgt zusammenfassen: Kooperative Spieltheorie ist nicht nicht-kooperative Spieltheorie. In der Tat werden Handlungen, Ziele und Wissen über die Handlungen der anderen Spieler in den Grundkonzepten der kooperativen Spieltheorie nicht konkret abgebildet. Diese sind vielmehr implizit in den Modellen enthalten. Als Pluspunkt kann die kooperative Spieltheorie verbuchen, dass sie auch dann Aussagen über Auszahlungen eines Spielers treffen kann, wenn nicht bekannt ist, welche Aktionen den anderen Spielern, die nicht seiner Koalition angehören, offenstehen sowie, was die Spieler allgemein über die anderen Spieler wissen.